# Anton August Heinrich Lichtenstein
Anton August Heinrich Lichtenstein, född 25 augusti 1753 i Helmstedt, Tyskland, död där 17 februari 1816,  var en tysk zoolog.
Han var far till zoologen Martin Hinrich Carl Lichtenstein.